# Пительо
Питѐльо (на италиански: Dicomano) е село в Италия Италия, община Сан Марчело Пительо, провинция Пистоя, регион Тоскана. Разположено е на 698 m надморска височина.